# Філіпп-Жан Бюно-Варилья
Філіпп-Жан Бюно́-Варилья́ (фр. Philippe-Jean Bunau-Varilla, 26 липня 1859 — 18 травня 1940) — французький інженер.

## Життєпис
Народився 1859 року в Парижі; батько — невідомий, мати — Памела Кароліна Бюно. У 1880 році закінчив Політехнічну школу, в 1883 році — Національну школу мостів і доріг. Разом з братом Морісом додав до прізвища слово «Варилья».
1884 року вирушив на Панамський перешийок, щоб під керівництвом Фердинанда де Лессепса будувати Панамський канал. Спочатку був начальником Тихоокеанського відділення, а після заміни головного інженера Жюля Дінглера став в 1885 році директором «Compagnie universelle du canal interocéanique de Panama» (пішов з поста в початку 1886 року).
4 лютого 1889 року «Compagnie universelle» збанкрутувала, і Філіпп-Жан повернувся до Франції, де його брат Моріс вклався в газету «Le Matin». У 1892 році вибухнув «Панамський скандал», і щоб уникнути покарання, Філіпп-Жан і Моріс були змушені вкластися в створену в 1894 році Фердинандом де Лессепсом «Compagnie nouvelle du canal de Panama» (до якого перейшли всі справи і права ліквідованої колишньої компанії).
22 січня 1903 держсекретар США Джон Хей і колумбійський посол Томас Ерран підписали договір, відповідно до якого США повинні були отримати в оренду на 100 років смугу шириною 6 миль поперек Панамського перешийка. Однак Конгрес Колумбії відмовився його ратифікувати, і тоді Бюно під загрозою втрати 40 мільйонів доларів вирішив підтримати сепаратистів.
Після того, як 4 листопада 1903 року відбулася відділення Панами від Колумбії, Філіпп-Жан став послом Республіки Панама в США і підписав Договір Хея — Бюно-Варильї (ратифікований Панамою 2 грудня 1903 року), за яким США отримали в оренду землю для будівництва Каналу.